# Robert E. Olds

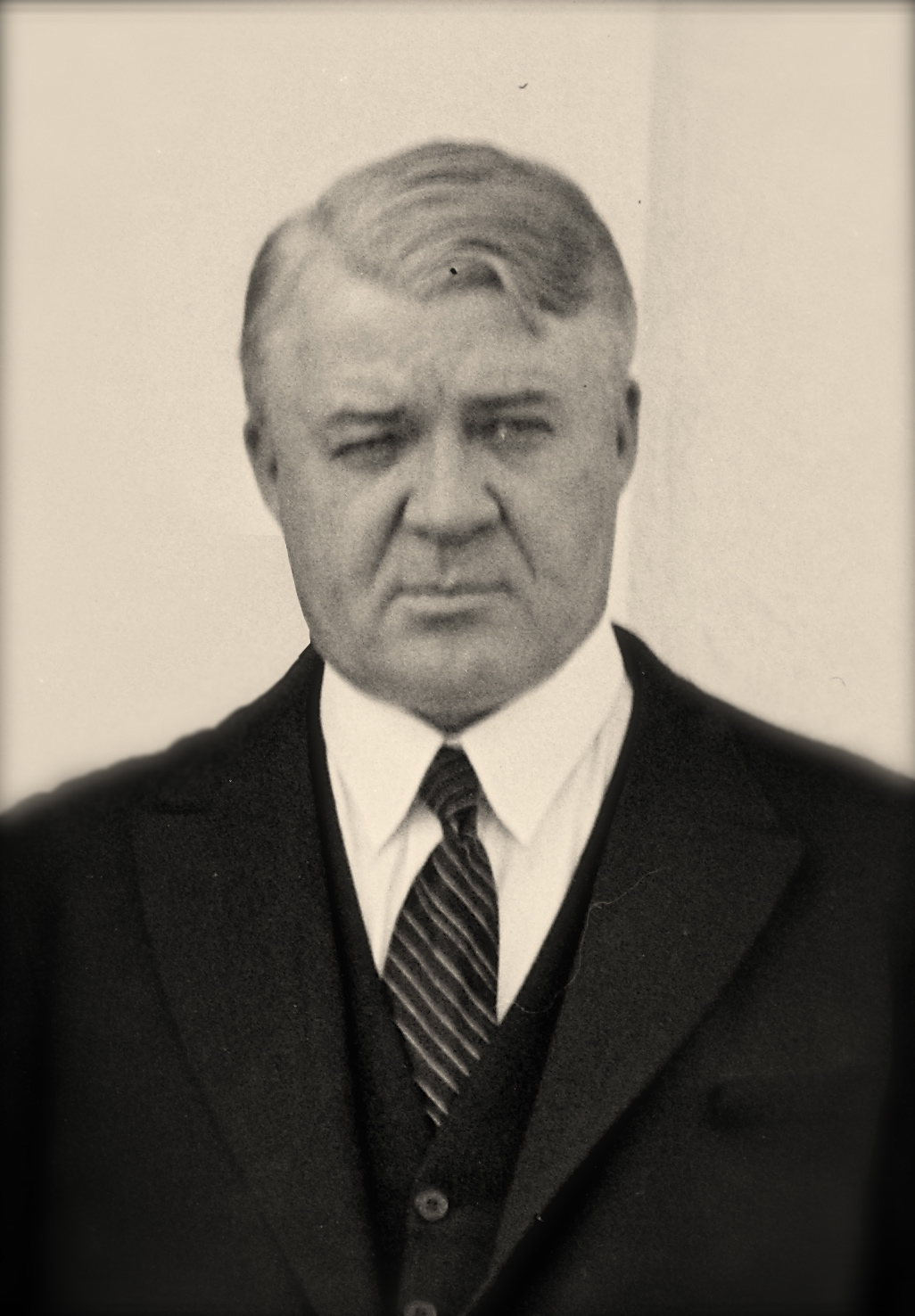
Robert E. Olds (1927)

Robert Edwin Olds (* 22. Oktober 1875 in Duluth, Minnesota; † 25. November 1932 in Paris) war ein US-amerikanischer Rechtsanwalt und Politiker, der unter anderem 1927 bis 1928 als United States Under Secretary of State Stellvertreter des Außenministers war.

## Leben
Olds absolvierte ein Studium der Rechtswissenschaften an der Law School der Harvard University, das er 1900 abschloss. Nach seiner anwaltlichen Zulassung trat er in die Anwaltskanzlei von Frank Billings Kellogg in Saint Paul ein und war in dieser bis 1917 tätig. Er war danach zwischen 1919 und 1921 Kommissar des Amerikanischen Roten Kreuzes in Europa sowie anschließend Mitglied der US-Delegation beim Völkerbund. Am 5. Oktober 1925 wurde er Nachfolger von John Van Antwerp MacMurray Assistierender Sekretär im Außenministerium (Assistant Secretary of State) und bekleidete dieses Amt bis zum 30. Juni 1927, woraufhin William Richards Castle Jr. sein Nachfolger wurde.
Danach wurde Olds am 1. Juli 1927 Nachfolger von Joseph Grew als Unterstaatssekretär im Außenministerium (United States Under Secretary of State) und war als solcher bis zu seiner Ablösung durch J. Reuben Clark am 30. Juni 1928 Stellvertreter von Frank Billings Kellogg, der zwischen 1925 und 1929 Außenministers war.
1929 wurde er Mitglied der durch den Friedensvertrag von Versailles eingesetzten Reparationskommission und 1931 als Mitglied für den durch die Haager Friedenskonferenzen eingerichteten Ständigen Schiedshof in Den Haag nominiert. 1932 war er Mitglied des Rates der Internationalen Handelskammer und verstarb dort unerwartet an den Folgen einer Intrazerebralen Blutung.

## Veröffentlichung
- Etude sur le régime juridique des ententes industrielles préparée pour le comité économique, Mitautoren Henri Decugis und Siegfried Tschierrack, Völkerbund, Genf 1930